# Parafia Niepokalanego Poczęcia Najświętszej Maryi Panny w Przewozie
Parafia Niepokalanego Poczęcia Najświętszej Maryi Panny w Przewozie – parafia rzymskokatolicka, położona w dekanacie Łęknica, diecezji zielonogórsko-gorzowskiej, metropolii szczecińsko-kamieńskiej w Polsce, erygowana w XIV wieku. Prowadzona przez Zgromadzenie Księży Misjonarzy św. Wincentego a Paulo.